# Бред Арнолд
Бредли Кирк Арнолд (енгл. Bradley Kirk Arnold; 27. септембар 1978) амерички је музичар, најпознатији као главни певач америчке рок групе Три дорс даун. Свирао је и бубњеве на првом албуму The Better Life, а тип гласа му је баритон.

## Биографија
Бредли Кирк Арнолд одрастао је у Ескатопи. Оснивач је групе Три дорс даун, а песму „Kryptonite” написао је на часу математике у средњој школи када је имао само 15 година. У почетку је свирао бубњеве, све док се Крис Хендерсон није прикључио групи. Снимао је дуете са кантри певачем Трејси Лоренс, и Џоијем Скотом, фронтменом групе Салајва. Имао је два брака: први са Териком Робертс (2001—2007), а други са Џенифер Сандерфорд од 2009. године.